# بطولة الأمم الرئيسية 1886
بطولة الأمم الرئيسية 1886 (بالإنجليزية: 1886 Home Nations Championship)‏ هو الموسم 4 من  بطولة الأمم الرئيسية. كان عدد الأندية المشاركة فيه  4، وفاز فيه منتخب إنجلترا الوطني لاتحاد الرغبي، ومنتخب اسكتلندا الوطني لاتحاد الرغبي.